# Hold It In
Hold It In es un álbum de la banda Melvins, lanzado el 14 de octubre de 2014. La formación para este álbum cuenta con Osborne y Crover, con Paul Leary y Jeff Pinkus miembros de Butthole Surfers.

## Versión en vinilo
Una sola edición del LP en vinilo fue lanzada por Ipecac Recordings en diciembre de 2014, omitiendo el track "Eyes on You" y "House of Gasoline". Un sencillo de 10" de "Bride of Crankenstein" será lanzado por Amphetamine Reptile Records incluyendo las dos pistas omitidas.

## Canciones
Todas las canciones han sido escritas por Osborne, Pinkus y Crover excepto cuando especificado.
| N.º | Título                           | Autor | Duración |  |
| 1.  | «Bride of Crankenstein»          |       | 2:49     |  |
| 2.  | «You Can Make Me Wait»           | Leary | 2:49     |  |
| 3.  | «Brass Cupcake»                  |       | 3:24     |  |
| 4.  | «Barcelonian Horseshoe Pit»      |       | 4:22     |  |
| 5.  | «Onions Make the Milk Taste Bad» |       | 5:01     |  |
| 6.  | «Eyes on You»                    | Leary | 3:24     |  |
| 7.  | «Sesame Street Meat»             |       | 3:28     |  |
| 8.  | «Nine Yards»                     |       | 2:29     |  |
| 9.  | «The Bunk Up»                    |       | 7:35     |  |
| 10. | «I Get Along (Hollow Moon)»      | Leary | 2:25     |  |
| 11. | «Piss Pisstopherson»             |       | 2:58     |  |
| 12. | «House of Gasoline»              |       | 12:11    |  |

## Personal

### The Melvins
- King Buzzo – guitarra, voz (3, 5, 7, 9, 12), coros (1)
- Dale Crover – batería, voz
- Paul Leary – guitarra, voz (2, 6, 10), coros (3), grabación
- JD Pinkus – bajo, voz (1, 8, 11), coros

### Personal adicional
- Toshi Kasai – grabación
- Stephen Haas – grabación
- John Golden – mastering
- Brian Gardner – mastering (2, 6 & 10)
- Mackie Osborne – diseño